# Johannes Hans Daniel Jensen
Johannes Hans Daniel Jensen (Hamburgo, 25 de junho de 1907 — Heidelberg, 11 de fevereiro de 1973) foi um físico alemão.
Recebeu o Nobel de Física de 1963, por descobertas relacionadas à estrutura das camadas nucleares. Dividiu metade do Prêmio Nobel de Física com Maria Goeppert-Mayer; a outra metade do prêmio foi concedida a Eugene Wigner por trabalho não relacionado em física nuclear e de partículas.

## Membros do partido
Adolf Hitler assumiu o poder em 30 de janeiro de 1933. Em 7 de abril daquele ano, foi promulgada a Lei de Restauração da Função Pública Profissional; esta lei, e seus decretos subsequentes relacionados, politizou o sistema educacional na Alemanha. Outros fatores que reforçam a politização da educação foram as organizações Nationalsozialistische Deutsche Arbeiterpartei (NSDAP, Partido Nacional Socialista dos Trabalhadores Alemães) na academia e a ascensão do movimento Deutsche Physik, que era anti-semita e tinha um preconceito contra a física teórica, especialmente incluindo a mecânica quântica. As organizações do Partido foram o Nationalsozialistischer Deutscher Studentenbund (NSDStB, National Socialist German Student League) fundada em 1926, a Nationalsozialistischer Lehrerbund (NSLB, National Socialist Teachers League) fundada em 1927 e a Nationalsozialistischer Deutscher Dozentenbund (NSDDB, National Socialist German University Lecturers League) fundada em 1933. Enquanto eram membros da o NSDDB não era obrigatório, era taticamente vantajoso, senão inevitável, pois os líderes distritais tinham um papel decisivo na aceitação de uma Habilitationsschrift, que era um pré-requisito para atingir o posto de Privatdozent necessário para se tornar um professor universitário.
Embora todas as universidades alemãs tenham sido politizadas, nem todas foram tão rígidas em cumprir esse objetivo como a Universidade de Hamburgo, onde Jensen recebeu seu doutorado e o Habilitationsschrift. Após sua habilitação em 1936, ele havia sido membro do NSDDB por três anos, do NSLB por dois anos, e candidato a membro do NSDAP, que recebeu no ano seguinte. O líder universitário da NSLB deixou claro que se esperava uma participação ativa de Jensen, e foi isso que eles conseguiram.
Após a Segunda Guerra Mundial, o processo de desnazificação começou. Quando Jensen enfrentou o processo, ele recorreu a Werner Heisenberg, um membro proeminente do Uranverein , para um testamento de seu personagem - um documento conhecido como Persilschein (certificado de cal). Heisenberg foi um escritor particularmente poderoso desses documentos; como nunca foi membro do NSDAP, entrou em confronto público com o NSDAP e com o Schutzstaffel (SS) e foi nomeado pelas autoridades britânicas de ocupação para a cadeira de física teórica e a direção do Max-Planck Institut für Physikdepois em Göttingen. Heisenberg redigiu o documento e convenceu as autoridades de que Jensen havia ingressado nas organizações do Partido apenas para evitar dificuldades desnecessárias na academia.

## Relatórios internos
Os relatórios a seguir foram publicados em Kernphysikalische Forschungsberichte (Relatórios de Pesquisa em Física Nuclear), uma publicação interna do Uranverein alemão. Os relatórios foram classificados como Ultra Secretos, tiveram distribuição muito limitada e os autores não foram autorizados a manter cópias. Os relatórios foram confiscados durante a Operação Alsos e enviados à Comissão de Energia Atômica dos Estados Unidos para avaliação. Em 1971, os relatórios foram desclassificados e devolvidos à Alemanha. Os relatórios estão disponíveis no Karlsruhe Nuclear Research Center e no American Institute of Physics.
- Paul Harteck , Johannes Jensen, Friedrich Knauer e Hans Suess Über die Bremsung, die Diffusion und den Einfang von Neutronen em fester Kohlensäure und über ihren Einfang em Uran G-36 (19 de agosto de 1940)
- Paul Harteck e Johannes Jesnsen Der Thermodiffusionseffekt im Zusammenspiel mit der Konvektion durch mechanisch bewegte Wände und Vergleich mit der Thermosiphonwirkung G-89 (18 de fevereiro de 1941)
- Johannes Jensen Über die Ultrazentrifugenmethode zur Trennung der Uranisotope G-95 (dezembro de 1941)
- Paul Harteck e Johannes Jensen Gerechnung des Trenneffektes und der Ausbeute verschiedner Zentrifugenanordnungen zur Erhöhung des Wirkungsgrades einer einselnen Zentrifuge G-158 (fevereiro de 1943)
- Paul Harteck, Johannes Jensen e Albert Suhr Über den Zusammenhang zwischen Ausbeute und Trennschärfe bei der Niederdruckkolonne G-159

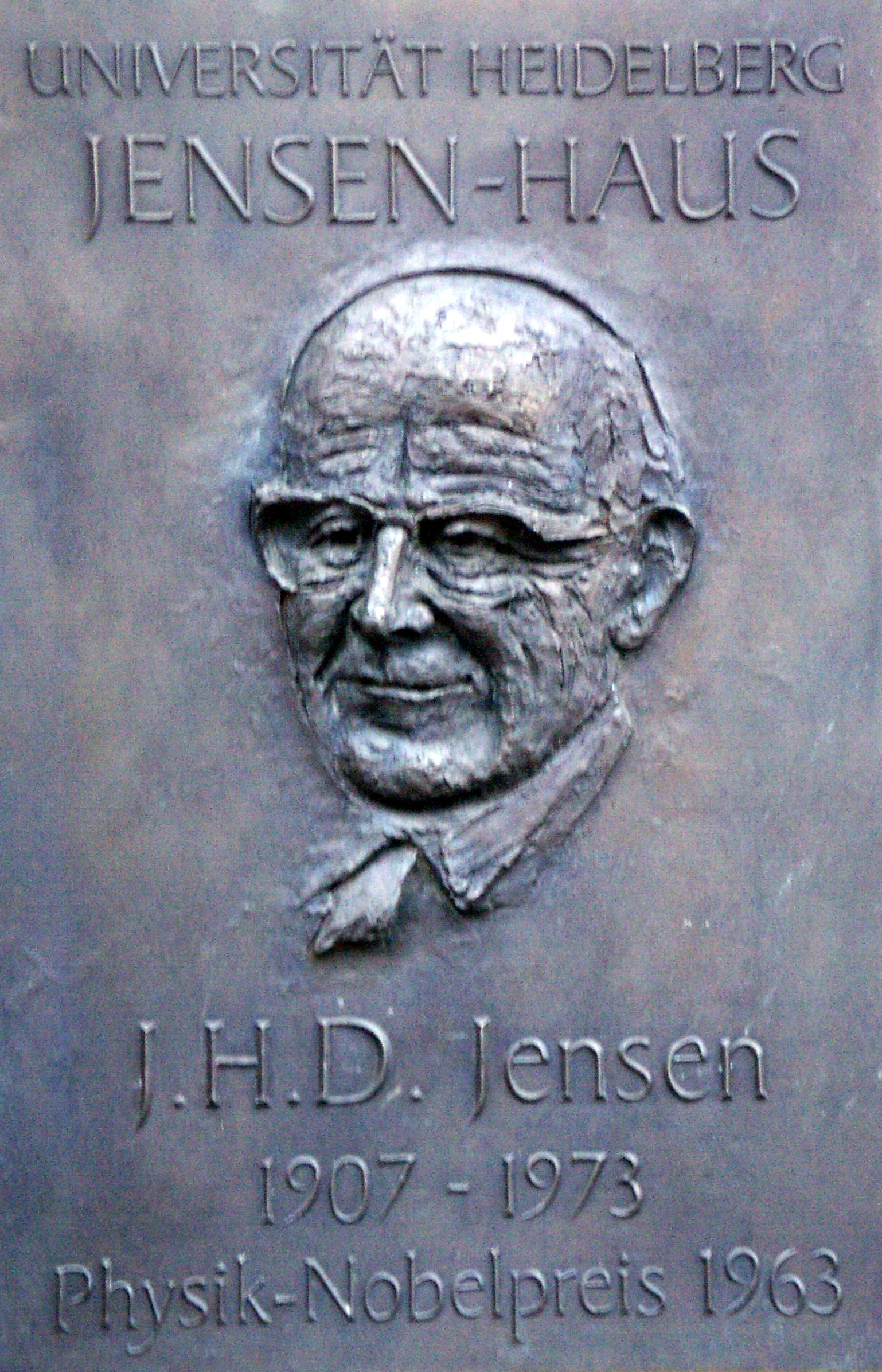
Edifício Jensen, Institut für Theoretische Physik da Universidade de Heidelberg

## Obras

### Livros
- Konrad Beyerle, Wilhelm Groth, Paul Harteck e Johannes Jensen Über Gaszentrifugen: Anreicherung der Xenon-, Krypton- und der Selen-Isotope nach dem Zentrifugenverfahren (Chemie, 1950); cited in Walker, 1993, p. 278

### Artigos
- Otto Haxel, J. Hans D. Jensen e Hans Suess On the “Magic Numbers” in Nuclear Structure, Phys. Rev. Volume 75, 1766 - 1766 (1949). Institutional affiliations: Haxel: Max-Planck Institut für Physik, Göttingen; Jensen: Institut für theoretische Physik, Heidelberg; and Suess: Inst. für physikalische Chemie, Hamburg. Received 18 April 1949.
- Helmut Steinwedel, J. Hans D. Jensen e Peter Herbert Jensen Nuclear Dipole Vibrations, Phys. Rev. Volume 79, Issue 6, 1019 - 1019 (1950). Institutional affiliations: Steinwedel and J. H. D. Jensen - Institut für theoretische Physik, Universität Heidelberg and Peter Jensen - Physikalisches Institut, Universität Freiburg. Received 10 July 1950.